# پوکروفکا (شهرستان ملئوزوفسکی، باشقیرستان)
پوکروفکا (انگلیسی: Pokrovka, Meleuzovsky District, Republic of Bashkortostan) یک شهرک در شهرستان ملئوزوفسکی استان باشقیرستان کشور روسیه است.